# Règlement général sur la protection des données
Lire en ligne

Règlement général sur la protection des données (sur Eur-lex)

Le règlement général sur la protection des données (RGPD), officiellement appelé règlement UE 2016/679 du Parlement européen et du Conseil du 27 avril 2016 relatif à la protection des personnes physiques à l'égard du traitement des données à caractère personnel et à la libre circulation de ces données, et abrogeant la directive 95/46/CE, est un règlement de l'Union européenne qui constitue le texte de référence en matière de protection des données à caractère personnel. Il renforce et unifie la protection des données pour les individus au sein de l'Union européenne.
Après quatre années de négociations législatives, ce règlement a été définitivement adopté par le Parlement européen le 27 avril 2016. Ses dispositions sont directement applicables dans l'ensemble des 27 États membres de l'Union européenne à compter du 25 mai 2018.
Ce règlement remplace la directive sur la protection des données personnelles 95/46/CE adoptée en 1995.
Les principaux objectifs du RGPD sont d'accroître à la fois la protection des personnes concernées par un traitement de leurs données à caractère personnel et la responsabilisation des acteurs de ce traitement. Ces principes pourront être appliqués grâce à l'augmentation du pouvoir des autorités de contrôle.

## Contexte
En janvier 2012, la Commission européenne a proposé une réforme globale des règles en matière de protection des données personnelles dans l’Union européenne. Cette réforme comporte deux volets :
- la mise à jour et la modernisation des principes énoncés dans la directive européenne de 1995 sur la protection des données, sous la forme de ce règlement général sur la protection des données[1]
- la rédaction d'une nouvelle Directive relative à la protection des données à caractère personnel dans le cadre des activités policières et judiciaires[2].

L’objectif de ce nouveau règlement est de « redonner aux citoyens le contrôle de leurs données personnelles, tout en simplifiant l’environnement réglementaire des entreprises ».
Le Parlement européen a modifié ce règlement et l'a adopté le 12 mars 2014 en 1re lecture. Les négociations se sont poursuivies entre les délégations de la Commission européenne, du Parlement européen et du Conseil de l'Union européenne et ont pris fin le 15 décembre 2015. Le projet de règlement a été voté en Commission des libertés civiles, de la justice et des affaires intérieures (LIBE) le 17 décembre 2015,. La France a transposé le règlement dans une loi adoptée le 14 mai 2018
Le règlement européen a été publié le 4 mai 2016 dans le Journal officiel de l'Union européenne et entre en vigueur le vingtième jour suivant celui de sa publication.
Ce règlement, applicable à partir du 25 mai 2018, est « obligatoire dans tous ses éléments et directement applicable dans tout État membre ». Le scandale Facebook-Cambridge Analytica, autour du vol, puis de l'analyse et de la réutilisation manipulatrices de données personnelles, à des fins électorales, aux Etats-Unis et au Royaume-Uni, éclate peu de temps avant sa mise en application. On constatera aussi l'existence d'entreprises comme Aggregate IQ (entreprise-sœur, canadienne, de Cambridge Analytica, créé par la même maison-mère) qui utilisent le big data (y compris des données personnelles illégalement acquises sur les comptes Facebook de 87 millions d'internautes) pour produire des messages électoraux trompeurs et ciblés empêchant le libre arbitre des électeurs de s'exercer,,.

## Principales dispositions
Pour les entreprises, la conformité au RGPD, outre l'obligation légale, permet de gérer efficacement ses données, de contrôler les accès et d'en garantir la sécurité.
Le règlement contient des confirmations ou des évolutions, avec des principes clés, tels que, :
| Principe-clé et article                                                                                  | Description |
| --- | --- |
| Le cadre harmonisé                                                                                       | Il y a désormais un seul ensemble de règles relatives à la protection des données, directement applicable dans tous les États membres de l'Union européenne, atténuant ainsi la fragmentation actuelle[Quand ?] des lois nationales de protection des données. |
| L'application extra-territoriale (article 3)                                                             | Le règlement s'inscrit dans les dispositions juridiques bénéficiant de l'extraterritorialité du droit européen. Il s'applique aux entreprises établies en dehors de l'Union européenne qui traitent les données relatives aux activités des organisations de l'UE. Les sociétés non européennes sont également soumises au règlement dès qu'elles ciblent les résidents de l'UE par le profilage ou proposent des biens et services à des résidents européens. |
| Le consentement « explicite » et « positif »                                                             | Les entreprises et organismes doivent donner aux citoyens davantage de contrôle sur leurs données privées, notamment via l'acceptation des cookies sur les sites internet et sur le contrôle de l'utilisation qui est faite des données que les internautes envoient dans les formulaires de contact. Par exemple, il n'est plus possible que la case « j'accepte de recevoir la newsletter » soit pré-cochée lors de l'envoi d'un formulaire de contact dans lequel l'e-mail est renseigné. |
| Transparence des informations et modalités de l'exercice des droits (article 12)                         | Les obligations d'information et de réponses à l'exercice individuel des droits qui incombent aux responsables de traitements doivent être mises en œuvre de façon transparente (notamment : claire, simple, aisément accessible ; a priori écrite ; gratuite). Par principe, le délai de réponse à l’exercice de droits est fixé à un mois. La seule réserve étant le caractère excessif ou infondé de la demande. |
| Le droit d'accès (article 15)                                                                            | "La personne concernée a le droit d'obtenir du responsable du traitement la confirmation que des données à caractère personnel la concernant sont ou ne sont pas traitées et, lorsqu'elles le sont, l'accès auxdites données à caractère personnel" ainsi que d'autres informations (notamment leurs finalités, destinataires, source et l'existence d'un profilage). |
| Le droit de rectification (article 16)                                                                   | "La personne concernée a le droit d'obtenir du responsable du traitement, dans les meilleurs délais, la rectification des données à caractère personnel la concernant qui sont inexactes" ou incomplètes. Ce droit est à rapprocher de l'obligation pour le responsable de traitement de traiter "des données exactes et, si nécessaire, tenues à jour". (article 5, d) du RGPD) |
| Le droit à l’effacement (version allégée du droit à l'oubli) (article 17)                                | La personne concernée a le droit d'obtenir du responsable du traitement l'effacement, dans les meilleurs délais, de données à caractère personnel la concernant et le responsable du traitement a l'obligation d'effacer ces données à caractère personnel dans les meilleurs délais pour 6 motifs. Cela ne représente cependant pas un droit « absolu »[C'est-à-dire ?]. |
| Le droit à la portabilité des données personnelles (article 20)                                          | Les personnes concernées ont le droit de recevoir les données à caractère personnel les concernant qu'elles ont fournies à un responsable du traitement, dans un format structuré, couramment utilisé et lisible par machine, et ont le droit de transmettre ces données à un autre responsable du traitement. Lorsque la personne concernée exerce son droit à la portabilité des données en application du paragraphe 1, elle a le droit d'obtenir que les données à caractère personnel soient transmises directement d'un responsable du traitement à un autre, lorsque cela est techniquement possible. Ce droit ne peut s’appliquer que si la base juridique du traitement (article 6 du RGPD) est le consentement ou le contrat. |
| Le droit d'opposition (article 21)                                                                       | "La personne concernée a le droit de s'opposer à tout moment, pour des raisons tenant à sa situation particulière, à un traitement des données à caractère personnel la concernant fondé sur l'article 6, paragraphe 1, point e) ou f), y compris un profilage fondé sur ces dispositions. Le responsable du traitement ne traite plus les données à caractère personnel, à moins qu'il ne démontre qu'il existe des motifs légitimes et impérieux pour le traitement qui prévalent sur les intérêts et les droits et libertés de la personne concernée, ou pour la constatation, l'exercice ou la défense de droits en justice." |
| Le profilage (article 22)                                                                                | Toute personne a le droit de ne pas faire l'objet d'une décision fondée exclusivement sur un traitement automatisé, y compris le profilage, produisant des effets juridiques la concernant ou l'affectant de manière significative de façon similaire. Il y a cependant certaines exclusions, par exemple si la décision est nécessaire à la conclusion ou à l'exécution d'un contrat entre la personne concernée et un responsable du traitement. |
| Les principes de « protection des données dès la conception » et de « sécurité par défaut » (article 25) | Le règlement européen définit le principe de « protection des données dès la conception » (en anglais : Privacy by design) qui impose aux organisations de prendre en compte des exigences relatives à la protection des données personnelles dès la conception des produits, services et systèmes exploitant des données à caractère personnel. De plus, le règlement consacre la nouvelle règle de la « sécurité par défaut » qui impose à toute organisation de disposer d’un système d’information sécurisé. |
| Les notifications en cas de fuite de données (article 33)                                                | En cas de risque pour les personnes concernées, les entreprises et les organismes sont tenus de notifier dès que possible l'autorité nationale de protection en cas de violations de données. Lorsqu'une violation de données à caractère personnel est susceptible d'engendrer un risque élevé pour les droits et libertés des personnes concernées, alors ces dernières doivent également en être informées. Cette notification doit être effectuée sans délai injustifié, et idéalement, dans les 72 heures suivant la découverte de la violation. Ce délai permet à l'autorité de prendre les mesures nécessaires pour évaluer la gravité de l'incident et de conseiller l'entreprise sur les étapes à suivre. |
| La possibilité de désigner un délégué à la protection des données (article 37-1)                         | Cette désignation est obligatoire lorsque : - « le traitement est effectué par une autorité publique ou un organisme public, à l'exception des juridictions agissant dans l'exercice de leur fonction juridictionnelle » (article 37-1.a) ; - « les activités de base du responsable du traitement ou du sous-traitant consistent en des opérations de traitement qui, du fait de leur nature, de leur portée et/ou de leurs finalités, exigent un suivi régulier et systématique à grande échelle des personnes concernées » (article 37-1.b) ; - « les activités de base du responsable du traitement ou du sous-traitant consistent en un traitement à grande échelle de catégories particulières de données visées à l'article 9 et de données à caractère personnel relatives à des condamnations pénales et à des infractions visées à l'article 10. » (article 37-1.c) Sont ainsi visées les données « sensibles » dont notamment celles relatives à l'état de santé des personnes, leur état de fragilité, ou encore les données à caractère personnel relatives aux infractions et condamnations. |
| Les missions du délégué à la protection des données                                                      | Le délégué à la protection des données doit être associé à toutes les questions de protection des données à caractère personnel. Ses principales missions sont de contrôler le respect du règlement, de conseiller le responsable des traitements sur son application et de faire office de point de contact avec l'autorité de contrôle, de répondre aux sollicitations de personnes qui souhaitent exercer leurs droits. La CNIL recommande que le délégué élabore et présente au niveau le plus élevé de l’organisme un rapport régulier (par exemple, annuel) sur ses activités. |
| L'étude d'impact sur la vie privée (article 35)                                                          | Toutes les activités qui peuvent avoir des conséquences importantes en matière de protection de données personnelles doivent être précédées d’une étude d’impact sur la vie privée qui doit aussi prévoir les mesures pour diminuer les conséquences possibles des dommages potentiels relatifs la protection des données personnelles. Le responsable du traitement consulte l'autorité de contrôle préalablement au traitement lorsqu'une analyse d'impact relative à la protection des données effectuée au titre de l'article 35 indique que le traitement présenterait un risque élevé si le responsable du traitement ne prenait pas de mesures pour atténuer le risque. |
| Responsabiliser les entreprises                                                                          | Le principe de responsabilité fait également son apparition. Son objectif est de responsabiliser les entreprises, qui n’auront plus à contacter une autorité de contrôle pour demander une autorisation de traitement sur des données personnelles. En contrepartie, elles devront être en mesure à tout moment d'apporter les preuves qu’elles respectent le règlement. |
| Les sanctions plus importantes (article 83-6)                                                            | Le règlement donne aux régulateurs le pouvoir d'infliger des sanctions financières allant jusqu'à 4 % du chiffre d'affaires mondial annuel d'une entreprise ou 20 millions d'euros (le montant le plus élevé étant retenu), en cas de non-respect. |
| La création du Comité européen de la protection des données (articles 68 et suivants)                    | La création du Comité européen de la protection des données (réincarnation de l'ancien article G29) qui a autorité dans tout ce qui concerne l’interprétation du Règlement. |
| L'élaboration de codes de conduite (article 40) et certifications (article 42)                           | L'élaboration de codes de conduite et certifications destinés à contribuer à la bonne application du présent règlement est encouragée. |

## Application

### Transposition
Étant un règlement européen, le RGPD est obligatoirement et directement applicable à l’ensemble des pays membres de l'Union européenne. Il n'est pas nécessaire de transposer cette réglementation dans le droit national pour la rendre applicable. Le Comité européen de la protection des données (CEPD) a été créé afin de permettre une coordination des actions des autorités de contrôle nationales de chaque pays européen et de veiller à la protection des données à caractère personnel.
Toutefois, le règlement prévoyait un renvoi à la réglementation nationale sur un certain nombre d'éléments et certaines dispositions nationales étaient en contradiction avec les nouvelles normes du règlement. Dans le cas de la France, cette dernière a adapté le droit interne, conformément au RGPD, par la loi du 20 juin 2018 relative à la protection des données personnelles. Par ailleurs, en prenant l'exemple de la France, cette loi donne à la Commission nationale de l'informatique et des libertés (CNIL) des missions supplémentaires et un pouvoir de contrôle et de sanction accrue en matière de protection des données.

### Mise en œuvre
Les organisations doivent pouvoir garantir et prouver leur conformité en matière de protection des données personnelles. Pour les guider, la CNIL, l'autorité de surveillance numérique française, conseille six étapes afin de faire face à cette responsabilité accrue :
| Étape                                                   | Détail |
| ------------------------------------------------------- | --- |
| Étape 1 : Nommer un délégué à la protection des données | Disposer d'un pilote est indispensable pour gérer les données personnelles collectées par une entreprise. Celui-ci est chargé d'un rôle d'information, de conseil et de contrôle interne.                                                                               |
| Étape 2 : Recenser les traitements des données          | Un registre des traitements des données personnelles est une documentation qui permet de faire le bilan sur l'effet du règlement. |
| Étape 3 : Définir les actions correctives               | Afin de respecter les règles en matière de droits et libertés personnels, il est nécessaire de déterminer quelles sont les actions prioritaires à mettre en œuvre. La priorisation est déterminée en fonction du niveau de risque et grâce au registre des traitements. |
| Étape 4 : Analyser les risques                          | Il convient de gérer au mieux les risques pouvant avoir des conséquences sur la sécurité des données. |
| Étape 5 : Établir des procédures internes               | Les procédures internes permettent de constamment assurer la protection des données personnelles. Il faut ici anticiper les événements éventuels pouvant affecter les traitements en cours.                                                                             |
| Étape 6 : Tenir une documentation                       | La documentation permet de justifier la conformité d'une entreprise au règlement. Il est également essentiel de fréquemment reconsidérer et ajuster les actions et documents afin de garantir une protection des données durable.                                       |

#### Mise en conformité
Une enquête menée par Harvey Nash (en) et KPMG montre que les entreprises mondiales ne placent pas la mise en conformité avec le RGPD dans leurs priorités. Selon l'enquête, 38 % des entreprises mondiales qui ont répondu admettent qu'elles ne respecteraient probablement pas l'ensemble des dispositions du RGPD pour sa date d'entrée en vigueur le 25 mai 2018, bien qu'elles aient eu deux ans pour s'y préparer. Les investissements des entreprises mondiales sont plutôt dirigés vers la cybersécurité à cause d'une augmentation des cyberattaques. D'autre part, la conformité avec le RGPD tend à se compliquer face à une pénurie de personnel compétent dans le domaine des mégadonnées (big data).

#### Non-conformité à la loi
Une étude de cinq universitaires sur les plates-formes de recueil de consentement (CMP) les plus utilisées par les dix-mille sites les plus visités du Royaume-Uni montre que neuf sur dix ne respectent même pas les conditions minimales du cadre légal (l'obligation d'un consentement explicite, la possibilité de refuser les cookies aussi facilement que de les accepter et l'absence de cases pré-cochées). Les choix de conception de ces outils influencent les décisions des internautes : en n'affichant pas de bouton « Tout refuser » au même niveau que « Tout accepter » (souvent en requérant de cliquer sur une deuxième, voire une troisième fenêtre), la probabilité d'obtenir leur consentement augmente ainsi de près d'un quart.

#### Augmentation du nombre de plaintes
Les particuliers ont connaissance de leurs nouveaux droits ce qui se traduit par une augmentation du nombre de plaintes à la suite de l'entrée en vigueur du RGPD. Le principal recours à la plainte porte sur le consentement du traitement des données personnelles. L'association la Quadrature du Net qui est une association de défense des libertés des citoyens sur internet, a déposé une plainte collective contre les GAFAM. De la même manière, l'ONG None of Your Business (NOYB) a également eu recours à la plainte contre des acteurs dominant le marché des réseaux sociaux tels qu'Instagram et WhatsApp dès le 25 mai 2018 afin « d'exiger un consentement libre pour rejeter l'idée d'une marchandisation de nos données personnelles ».

#### Sites inaccessibles aux européens
Plusieurs mois après l'entrée en application du RGPD, certains sites restent délibérément inaccessibles aux adresses IP en provenance de l'Union européenne ; c'est le cas d'un millier de sites d'information américains, et d'approximativement un tiers des cent plus importants d'entre eux. La responsabilité de ce blocage incombe aux sites eux-mêmes, selon les uns, ou à la réglementation européenne, selon les autres. C'est le cas des journaux en langue anglaise du groupe de presse Tronc (Chicago Tribune, Los Angeles Times…) (États-Unis).
Deux tiers des cent plus importants sites d'information américains sont accessibles et se déclarent compatibles avec le RGPD[réf. souhaitée].

### Consentir ou payer (murs de traceurs, oucookie wall)
Le modèle « consentir ou payer », aussi appelé « murs de traceurs » (cookie wall en anglais), est utilisé par certains sites et plateformes pour n'autoriser leur usage à sa clientèle que contre un consentement forcé ou un paiement. En France, le Conseil d'État a jugé le 19 juin 2020 que l'exigence du consentement libre imposé par le RGPD ne suffit pas à interdire globalement ce modèle « consentir ou payer ». Le 17 avril 2024, le CEPD a publié une décision concernant le modèle invitant à évaluer l'usage de ce dispositif selon la plateforme et le contexte.

### Pays extérieurs offrant un niveau de protection compatible avec le RGPD
Le 15 janvier 2024, à la suite de l'évolution de la législation suisse sur la protection des données le 1er septembre 2023, la Commission européenne a jugé que la Suisse offre un niveau de protection des données adéquat, autorisant la circulation des données de l'Union européenne et de l'Espace économique européen vers la Suisse.

## Sanctions
En cas de non-respect du RGPD, plusieurs sanctions peuvent être appliquées aux entreprises. L'article 58 du RGPD donne à la Commission nationale de l'informatique et des libertés (CNIL) le pouvoir de mettre en place des moyens dissuasifs afin de lutter contre les défauts de conformités se référant aux dispositions du RGPD.

### Gradation des sanctions
Les sanctions entraînées par la CNIL sont dites graduelles car elles dépendront de la gravité des actions constatées et qui sont contraires au RGPD. Ces sanctions s'établissent en plusieurs étapes :
1. Avertissement ou mise en demeure de l'entreprise accompagnés d'un rappel des règles concernant la mise en conformité [39] ;
2. Injonction, ordre de cessation immédiate des violations constatées ;
3. Limitation ou suspension temporaire des traitements ou des flux de données ;
4. Sanctions administratives pour les entreprises qui n'ont pas respecté l'injonction.

Si les entreprises ou les organismes privés violent une des nouvelles normes du règlement, le RGPD prévoit des sanctions administratives et pénales. Ces sanctions ont surtout un but dissuasif du fait de leurs montants très élevés. L'analyse de la nature, la durée ainsi que de la gravité de la violation permettent de qualifier la sanction administrative qui sera applicable.

### Sanctions administratives
L'article 83 du RGPD liste les conditions qui permettent à la CNIL d'appliquer une sanction administrative aux entreprises ou organismes qui auraient violé une des réglementations du règlement. La CNIL doit veiller à ce que les amendes qui seront imposées soient « effectives, proportionnées et dissuasives ».
L'une des premières amendes administratives peut atteindre 10 000 000 € ou, dans le cas d'une entreprise, jusqu'à 2 % de son chiffre d'affaires annuel mondial de l'exercice précédent. Le montant retenu concerne toujours le montant de la sanction le plus élevé. Cette amende administrative est appliquée lorsque les manquements aux obligations du RGPD concernent :
- les obligations incombant au responsable du traitement et au sous-traitant ;
- les obligations incombant à l'organisme de certification ;
- les obligations incombant à l'organisme chargé du suivi des codes de conduite.

En cas d'infraction plus importante et liée au non-respect du RGPD, l'amende administrative pouvant être appliquée peut atteindre jusqu'à 20 000 000 € ou, dans le cas d'une entreprise, jusqu'à 2 % de son chiffre d'affaires annuel mondial de l'exercice précédent (le montant le plus important sera là aussi retenu), lorsque les violations concernent les dispositions suivantes de l'article 83 du RGPD (paragraphe 5) :
- les principes de base d'un traitement, y compris les conditions applicables au consentement ;
- les droits dont bénéficient les personnes concernées ;
- toutes les obligations découlant du droit des États membres adoptées ;
- le non-respect d'une injonction, d'une limitation temporaire ou définitive du traitement ou de la suspension des flux de données ordonnée par l'autorité de contrôle en vertu de l'article 58.

Un réseau social allemand Knuddels (de) a été condamné par l'autorité allemande de protection de données (le Landesbeauftragten für Datenschutz und Informationsfreiheit (de) Baden-Württemberg) à une amende d'un montant de 20 000 euros à la suite d'une fuite de plus de 2,6 millions de données de ses utilisateurs. Le montant de l'amende a été limité du fait de la transparence du réseau social et sa rapidité pour mettre à jour la sécurité du réseau social.
De manière générale, au niveau européen, on constate toutefois que les consommateurs ne font remonter qu'un nombre très limité de plaintes auprès des autorités de protection des données. Une étude publiée en novembre 2019 estime le taux moyen de plaintes dans 24 pays de l'Union Européenne à 3 pour 10 000. En Slovaquie, le taux de plaintes n'est que de 0,17 pour 10 000 alors qu'il atteint 8,6 en Irlande.

### Sanctions pénales
L'article 84 du RGPD prévoit également aux États membres de mettre en place des sanctions pénales, afin de compléter le RGPD. Chaque État avait jusqu'au 25 mai 2018, pour notifier la Commission des dispositions légales qu'ils appliqueraient.
En France, selon l'Article 226-16 du Code pénal, les sanctions pénales applicables peuvent atteindre jusqu'à 300 000 € d'amende et entrainer jusqu'à 5 ans d'emprisonnement.

### Dommages et intérêts etdéficit d'image
Des sanctions supplémentaires peuvent être ajoutées aux sanctions administratives et pénales, en cas de violation de l'une des dispositions du RGPD. En effet, toute personne lésée par le comportement des responsables ainsi que par un traitement des données non conforme au RGPD a la possibilité d'attaquer en justice l'organisme en faute. Cette action en justice peut entraîner le versement de dommages et intérêts.
Par ailleurs, le non-respect du RGPD peut affecter l'image et la réputation des entreprises ou organisations fautives.

## Critiques
La mise en œuvre du règlement général sur la protection des données a causé un bouleversement dans beaucoup d'entreprises, en premier lieu les grandes entreprises travaillant directement ou indirectement dans le secteur de la donnée. Qu'il s'agisse des GAFAM, des entreprises du secteur publicitaire pour qui l'utilisation des données personnelles est une part essentielle de leur travail, du secteur public, ou encore des PME qui doivent gérer les données personnelles de leurs salariés. Si certaines entreprises comme Apple se disent en accord avec le RGPD (mise en œuvre d'un bouton bleu qui montre à l'utilisateur quand Apple utilise ses données, ainsi que des options « supprimer mes données personnelles/supprimer mon compte » sur leur site en ligne), d'autres comme Facebook pourraient recevoir de lourdes amendes en raison de failles évidentes dans la protection des données de leurs utilisateurs.
De plus sur certains points, comme la vérification d'identité d'un utilisateur ayant oublié ses identifiants par un fournisseur, le règlement n'est pas précis, ce qui a pour conséquence une vérification insuffisante, facilitant le piratage ou inversement des demandes de données plus sensibles (copie de passeport, par exemple) que celles détenues.

### Compatibilité entre le RGPD et le CLOUD Act
Le CLOUD Act est la loi fédérale des États-Unis qui permet en particulier aux services judiciaires de contraindre les fournisseurs de services établis aux États-Unis, à fournir des données stockées sur des serveurs, qu'ils soient situés aux États-Unis ou dans des pays étrangers. Il entre en conflit avec le RGPD.
Selon Nathalie Devillier, professeure en droit du numérique à l'école de management de Grenoble, « Le Cloud Act offre un cadre légal à la saisie de documents, de mails, en bref de toutes les communications captées à l’étranger par les serveurs des sociétés américaines ».
Cette législation américaine s'impose aux GAFAM comme aux entreprises étrangères (ex. : Orange, Altice) ayant une activité aux États-Unis. Cela crée un risque de souveraineté sur des données sensibles. A titre d'exemple, les données de santé françaises sont hébergées par Microsoft et le gouvernement français envisage de les rapatrier vers un opérateur de services français ou européen.
En 2020, un nouveau problème se pose en France avec l’hébergement, sur les serveurs d’Amazon, des attestations des prêts garantis par l'État (PGE) aux entreprises pendant la pandémie Covid-19, questionnant ainsi la notion de souveraineté numérique de la France et suscitant l'inquiétude quant à l'accès de ces informations. Selon Nathalie Goulet, sénatrice de l'Orne, ce marché a été attribué à Amazon sans appel d'offres par Bpifrance.
Pour les données les plus sensibles des administrations, le gouvernement français a fait le choix d’un système de nuage informatique d’État. C’est-à-dire que l’infrastructure sera gérée par l’État lui-même sur des serveurs en nuages qui lui appartiennent et dont il a l’entière maîtrise.
Pour les données moins sensibles, l'État aura recours à un cloud géré par un prestataire extérieur mais sur des machines exclusivement dédiées.
Les autorités françaises travaillent à mettre au point un dispositif qui permettrait aux entreprises françaises d'être prévenues si la justice américaine cherche à accéder à certaines de leurs données stratégiques stockées dans les serveurs d'opérateurs américains.
Selon l'autrichien Maximillian Schrems, qui est parvenu à faire annuler, en juillet 2020, l’accord « Privacy Shield » relatif aux règles de transfert des données personnelles hors d’Europe, « jusqu’à présent, les entreprises américaines ont ignoré le droit européen chaque fois qu’il y a eu un conflit entre le droit de l’Union européenne et les lois des États-Unis […]. Il peut être nécessaire de construire des alternatives européennes ».

### Compatibilité entre le RGPD et lesblockchains
D'autres acteurs, comme l'Observatoire et forum EU Blockchain,, ont soulevé certaines oppositions entre le RGPD et les blockchains, des technologies de base de données distribuées reposant le plus souvent sur de multiples acteurs. En effet, ces technologies impliquent généralement que les données enregistrées sur ces chaines ne puissent être modifiées a posteriori, dans un but d'infalsifiabilité et de transparence, n'autorisant que l'ajout de données. De prime abord, ceci va à l'encontre du droit à l'effacement évoqué dans le RGPD, qui nécessite a priori un droit à la suppression des données personnelles. Cependant, des stratégies telle que l'inscription de données chiffrées dans le registre de la chaîne puis la destruction de la clé permettant leur déchiffrement pourrait répondre au droit à l'oubli tel qu'envisagé dans le RGPD. La CNIL a par exemple suggéré qu'une telle stratégie pourrait être une solution. D'autres questions restent en suspens, comme l'identification des acteurs tels que définis par le RGPD dans le contexte d'une blockchain publique où la participation au réseau est ouverte et ne requiert pas de permission.

### Développement dubig data
À l'échelle mondiale, des auteurs[Qui ?] voient le RGPD comme une perte de compétitivité pour les entreprises européennes. En effet, celles-ci doivent pour beaucoup investir dans la protection des données personnelles, pendant qu'il n'existe aucun règlement similaire[Quand ?] dans des pays comme les États-Unis.

### Individualisation du droit du numérique
Selon Ophélie Coelho, chercheuse en géopolitique du numérique, la règle du consentement peut être interprétée comme une individualisation du droit qui fait reposer sur l'utilisateur une charge importante, dans la mesure où c'est l'utilisateur qui se retrouve responsable de l'évaluation et de la gestion des risques liés l'exploitation de ses données personnelles. Sous couvert de placer le pouvoir décisionnel entre les mains de l'utilisateur, la charge du régulateur serait ainsi transférée vers l'individu, présumant que ce dernier est capable d'examiner minutieusement les modalités d'utilisation d'un service en ligne, d'en saisir toutes les subtilités et de prendre en conséquence une décision éclairée. Cette interprétation du consentement transforme la gestion des risques liés aux données personnelles en une responsabilité individuelle plutôt que collective ou institutionnelle, approche qui serait la conséquence directe des difficultés rencontrées par le régulateur dans l'encadrement de l'exploitation des données.

### Réutilisation des données recueillies en première instance
Une réutilisation des données est permise par la législation européenne, qui dispose que si l’entreprise ou l’organisation a collecté des données « sur la base d’un intérêt légitime, d’un contrat ou d’intérêts vitaux », celles-ci peuvent être utilisées à une autre fin si la « nouvelle finalité » est compatible avec celle définie initialement.
La Quadrature du net fait partie des associations militant pour un amendement de l’article 6 du RGPD. Pour l’association, le flou entourant le régime des compatibilités de traitement permettrait « le recours au big data sans le consentement de la personne, si le responsable de traitement ou toute personne tierce estime ce recours justifié, notamment pour des raisons d'innovation ».
En France, le rapport du Conseil Général de l’Économie (CGE) d’avril 2019 reconnaît également que la notion d’intérêt légitime est trop vague, et a demandé au Comité Européen de la Protection des Données, organisme chargé d'examiner toute question portant sur l'application du RGPD et de publier des lignes directrices, de mettre en place des recommandations et des bonnes pratiques afin d’aiguiller les régulateurs dans l’application du droit. La demande de clarification concerne ici moins la protection des individus que la défense des entreprises européennes : pour le CGE, le manque de clarification de ce point nuit à l’innovation, puisque certaines entreprises européennes s'efforceraient de recueillir le consentement de leurs utilisateurs quand le cadre du RGPD leur permet déjà de les utiliser en phase de recherche et développement.

## Effets économiques

### Effet sur les entreprises européennes
La RGPD semble avoir, au moins dans sa phase d'établissement, un effet négatif sur les revenus et les bénéfices des entreprises implantées dans l'Union européenne, essentiellement à cause de l'augmentation des coûts de conformité. Selon Giorgio Presidente, chercheur à l'université Bocconi, et Carl Benedikt Frey, professeur à Oxford, les entreprises européennes devant se soumettre à la RGPD ont vu leurs chiffres d'affaires diminuer de 2 % et leurs résultats nets de 8 %. Les petites et moyennes entreprises du secteur des technologies de l'information ont été les plus négativement affectées, connaissant une baisse des bénéfices de 12 % à cause de la RGPD. Toutefois, l'étude indique que cet effet peut être temporaire, le temps de s'adapter et d'investir. À l'inverse, les géants américains des nouvelles technologies comme Facebook et Google se sont plus facilement mis en conformité vis-à-vis de la RGPD, ce qui a incité les publicitaires à davantage dépenser sur leurs plateformes que sur celles de plus petites entreprises. 
D'autres travaux corroborent un effet négatif de la RGPD sur la compétitivité et la capacité à innover des entreprises européennes,.

### Effet sur l'investissement
Selon Jia, Jin et Wagman (2018), la RGPD a causé une réduction de 17,6 % du nombre d'investissements en capital risque et une diminution de 39,6 % de la valeur des investissements en capital risque dans les entreprises sise en Union européenne. Cela pénaliserait fortement la capacité des start-ups en Europe à lever des fonds,.

## Influence
En janvier 2020, une loi sur la protection des données inspirée du RGPD, la Loi californienne sur la protection de la vie privée des consommateurs, est entrée en vigueur en Californie.
Le RGPD a influencé la loi chinoise sur les données personnelles en ligne adoptée en août 2021.

## Jurisprudence
Selon la Cour de justice de l'Union européenne (CJUE), l'amende condame un comportement fautif, comme une violation commise délibérément ou par négligence. L'amende se calcule sur le chiffre d'affaires mondial du groupe d'entreprises. Les États tiers, comme le Royaume-Uni et les États-Unis, sont inclus dans le champ d’application territorial du règlement.

### Documentaire
- Élise Lucet, « Cash investigation : Nos données personnelles valent de l'or », sur france.tv, France 2, 2021 (consulté le 19 mai 2021).